# 仁井バスストップ
仁井バスストップ（にいバスストップ）とは、兵庫県淡路市小田の神戸淡路鳴門自動車道本線上にあるバス停留所である。
時刻表やバス停ポールには本四仁井と表記されている。
バスストップに乗車券売り場はない。

## 発着バス
交通系ICカードは利用可能

### クローズドドアシステム路線
- 淡路交通・神姫バス・西日本JRバス・本四海峡バス共同運行
  - 高速舞子・学園都市駅・神戸三宮・新神戸駅・神戸空港・大阪国際空港・大阪駅JR高速BT・湊町BT
    - ■快速・■■各停・■■観光アクセスタイプ停車停留所。
    - ■■観光アクセスタイプは淡路IC・ニジゲンノモリ - 津名港・洲本IC間でクローズドドアシステム非対象区間。

### その他の路線
- 淡路交通
  - 舞子・福良線（■各停タイプ） 福良-高速舞子

## 接続交通機関
- 付近を兵庫県道71号富島久留麻線が通る。以前は淡路交通路線バスが通っていたが2008年4月1日に路線廃止となり、2013年10月1日より淡路市生活観光バス路線（あわ神あわ姫バス）が運行開始して接続している。仁井BSには3系統東浦北淡線が停車。
- 付近には有料の駐車場が設置されており、利用者はバスストップまで車で来ることが多い。

## 隣
E28神戸淡路鳴門自動車道
(5) 東浦IC/BS - 仁井BS - (6) 北淡IC/BS